# گربه‌ماهی برازنده
گربه‌ماهی برازنده یا کلاه‌پوست برازنده (نام علمی: Corydoras elegans) یک ماهی آب شیرین گرمسیری است که وابسته به زیرخانواده Corydoradinae از خانواده گربه‌ماهیان زره‌دار است. خاستگاه آن از آب‌های داخلی آمریکای جنوبی است و در حوضه رودخانه آمازون بالادست در برزیل، کلمبیا و پرو یافت می‌شود. لقب خاص elegans به معنای برازنده است.